# Joseph van Aken
Pour les articles homonymes, voir Van Aken.
Joseph van Aken (ca. 1699 - 4 juillet 1749, Londres) est un peintre de portrait flamand et peintre de drapés qui passe l'essentiel de sa carrière en Angleterre. Connu pour son habileté dans les tissus de peinture, il est employé comme peintre de costume par de nombreux artistes de premier plan.

## Biographie

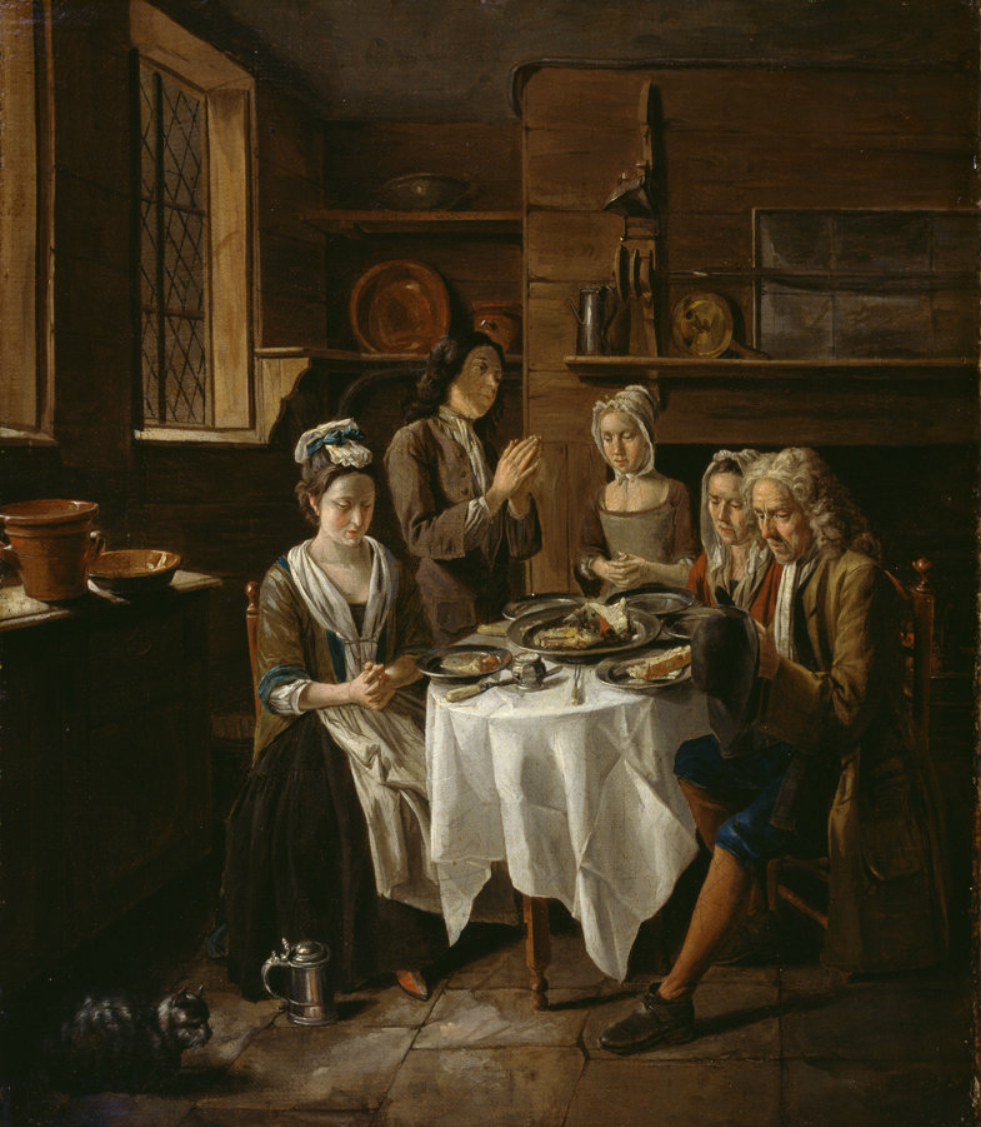
Joseph van Aken, Action de grâce, ca. 1720

Il arrive à Londres en provenance d'Anvers vers 1720, accompagné de son frère Alexandre (1701-1757), et peut-être aussi d'un frère appelé Arnold (d.1735/6). Il peint d'abord des scènes de genre et des pièces de conversation, avant de devenir un spécialiste des drapés au milieu des années 1730. Ses œuvres en tant qu'artiste indépendant comprennent une vue du marché de Covent Garden, dont il fait au moins trois versions. Van Aken peint des drapés pour la plupart des grands artistes à Londres, en particulier Thomas Hudson et Allan Ramsay. Horace Walpole commente : « Comme en Angleterre les visages de presque tout le monde sont peints, presque toutes les œuvres de peintres sont peintes par Vanaken. »
Il réside à Southampton Row (en) dans le quartier de Bloomsbury, où il meurt en 1749. Selon Vertue, il était âgé d'environ cinquante ans au moment de sa mort et avait passé plus de 30 ans en Angleterre.

## Postérité
Les tableaux de van Aken sont exposés dans des collections publiques, dont dix-sept au Royaume-Uni.